# برغنية أغامية
برغنية أغامية (الاسم العلمي:Bergenia ugamica) هي نوع من النباتات تتبع جنس البرغنية من فصيلة كاسرات الحجر.